# Прашник
Прашник (словац. Prašník) — село и одноимённая община в районе Пьештяни Трнавского края Словакии. В письменных источниках начинает упоминаться с 1958 года.

## География
Село расположено в западной части края, при автодороге 499. Абсолютная высота — 195 метров над уровнем моря. Площадь муниципалитета составляет 27,88 км².

## Население
По данным последней официальной переписи 2021 года, численность населения селa составляла 823 человек.
Динамика численности населения общины по годам:
| Год:                | 1994 | 2004    | 2014    | 2024    |
| ------------------- | ---- | ------- | ------- | ------- |
| Количество человек: | 896  | 851     | 854     | 823     |
| Разница:            |      | −5,02 % | +0,35 % | −3,62 % |